# Reklination
Reklination (von lateinisch reclinare ‚zurückneigen‘) ist ein Begriff aus der Medizin. Er bezeichnet
- in der Medizin allgemein das Rückwärtsneigen z. B. des Kopfes oder des Oberkörpers
- in der Orthopädie das Rückwärtsbiegen, Zurückbiegen bei der Reklinationsbehandlung.

## Reklination des Oberkörpers (Bewegung)
Das Vor- und Rückneigen des Oberkörpers vollzieht sich hauptsächlich in der Lendenwirbelsäule. Das hängt mit der Stellung der Gelenkflächen der Wirbelgelenke zusammen.
Die gegenläufige Bewegung wird als Inklination bezeichnet. Weitere Bewegungen des Oberkörpers sind die Lateralflexion und die Rotation.